# Distretto di Bugaba
Il distretto di Bugaba è un distretto di Panama nella provincia di Chiriquí con 78.209 abitanti al censimento 2010

## Geografia antropica

### Suddivisioni amministrative
Il distretto è suddiviso in tredici comuni (corregimientos):
- La Concepción
- Aserrío de Gariché
- Bugaba
- Cerro Punta
- El Bongo
- Gómez
- La Estrella
- San Andrés
- Santa Marta
- Santa Rosa
- Santo Domingo
- Sortová
- Volcán